# Comarcas de Cantabria
La Ley 8/1999 de Comarcas de la Comunidad Autónoma de Cantabria del 28 de abril de 1999 establece que la comarca es una entidad necesaria integrante de la organización territorial de la región. Con esta ley se abre el desarrollo a la comarcalización en Cantabria fomentándose la creación de entidades comarcales, proceso el cual apenas se ha desarrollado. Así mismo, establece que la creación de las comarcas no exigirá su generalización a todo el territorio de la comunidad autónoma mientras no se haya producido la comarcalización del 70 % del territorio de la comunidad. De igual forma dilucida que la ciudad de Santander no se regirá por dicha ley de comarcalización, teniendo en cambio que establecer su propia área metropolitana.

## Divisiones comarcales de Cantabria
Actualmente las comarcas en Cantabria no tienen un carácter administrativo y apenas sí están determinadas. Únicamente Liébana, por su condición geográfica en los Picos de Europa, Trasmiera y Campoo-Los Valles, en el valle del río Ebro se establecen como comarcas claramente definidas en la comunidad autónoma. No obstante se pueden establecer diferencias funcionales en el territorio, que dividen la comunidad a modo de comarcas:

### Comarcas tradicionales
Las comarcas que habitualmente se utilizan por parte de la Administración del Gobierno de Cantabria y en otros ámbitos extraoficiales son las siguientes:

Mapa de las comarcas de Cantabria.
Asón-Agüera.
Besaya.
Campoo-Los Valles.
Costa Occidental.
Costa Oriental.
Liébana.
Saja-Nansa.
Santander.
Trasmiera.
Valles Pasiegos.

- La comarca de Asón-Agüera: tiene un carácter rural y cuenta con algo más de 14 000 habitantes. En ella se encuentran los cursos altos de los ríos Asón y Agüera, muy cerca del límite con Vizcaya. La capital de esta comarca es Ramales de la Victoria.

- La comarca del Besaya: con su capital en la ciudad de Torrelavega, se extiende a lo largo del río Besaya, el cual que funciona como eje articulador o corredor por el que circulan las principales vías de comunicación. Posee un marcado carácter industrial y superando los 90 000 habitantes es una de las que más población alberga.

- La comarca de Campoo-Los Valles: es la más grande de Cantabria y ocupa toda la zona sur de la Comunidad,  abarcando la cabecera del valle del Ebro y tiene como capital comarcal a la ciudad de Reinosa. De marcado carácter rural, si exceptuamos los focos industriales de Reinosa, Matamorosa y Mataporquera, sufre en los últimos años un importante proceso de despoblamiento y desindustrialización. Cuenta con poco más de 20 000 habitantes, cifra bastante baja teniendo en cuenta su extensión.

- La comarca de la Costa Occidental: tiene un carácter urbano y es una zona de gran afluencia turística. A pesar de su pequeña extensión está bastante poblada, pues en ella residen unos 20 000 habitantes. Se extiende desde Santillana del Mar hasta el límite con Asturias. San Vicente de la Barquera y Comillas son sus principales localidades.

- La comarca de la Costa Oriental: de tendencia urbana y turística, abarca desde Colindres hasta el límite con Vizcaya, llegando por el sur hasta las montañas prelitorales. Castro Urdiales y Laredo son los dos núcleos urbanos más importantes de esta comarca en la que, a pesar de su pequeña extensión, residen más de 50 000 habitantes

- La comarca de Liébana: enclavada en los Picos de Europa, su orografía a modo de gran hoya entre murallones de piedra caliza han hecho de ella la mejor definida de Cantabria. Se trata de una comarca rural cuya capital se sitúa en Potes. Debido a su difícil acceso, al aislamiento y a que gran parte de su territorio lo componen zonas altas de montaña, es la comarca menos poblada de la Comunidad, residiendo en ella algo menos de 6000 habitantes.

- La comarca de Saja-Nansa: se extiende desde la Comarca del Besaya hasta el límite con Asturias y desde La Marina hasta las montañas de Peña Sagra y la Cordillera Cantábrica. Aunque hay grandes diferencias entre las distintas zonas que la conforman, tiene un carácter eminentemente rural y Cabezón de la Sal es su núcleo principal. Cuenta con unos 24 000 habitantes.

- La comarca de Santander: es de carácter claramente industrial y urbano, está constituida por el propio municipio de Santander (capital de la comarca) y el arco de la bahía y al sur hasta el municipio de Penagos y la Sierra de la Matanza. Residen en ella más de 270 000 personas lo que la convierte, con diferencia, en la más poblada de Cantabria, residiendo en ella casi la mitad de la población total de la Comunidad.

- La comarca de Trasmiera: abarca desde la bahía de Santander hasta su localidad más importante, Santoña. Tradicionalmente rural, en las últimas décadas ha vivido un gran incremento en su población, sobre todo gracias al sector turístico y especialmente en los municipios cercanos a la costa. Residen en ella unas 54 000 personas.

- La comarca de los Valles Pasiegos: engloba los cursos altos de los ríos Pas, Pisueña y Miera. Son los valles de Toranzo, Carriedo, Cayón y Pas. Con un carácter eminentemente rural, su cercanía con otras comarcas mucho más industrializadas ha provocado que su población bascule hacia Torrelavega o Santander en busca de servicios y empleo. Residen en ella unas 26 000 personas. Mención especial merece el valle pasiego por sus históricas características intrínsecas debido a una ganadería semi-trashumante.

### Comarcas históricas
- Merindad de Campoo.

División del territorio de la actual Cantabria en merindades de mayor o menor entidad política real durante la Baja Edad Media.

- Merindad de Asturias de Santillana.
- Merindad de Trasmiera.
- Merindad de Liébana.
- Merindad de los Valles Pasiegos.
- Merindad de Vecio.

### Comarcas ganaderas

Mapa de las comarcas ganaderas de Cantabria.

El Ministerio de Agricultura, Pesca y Alimentación de España distingue varias comarcas ganaderas dentro de la comunidad autónoma de Cantabria. Estas serían: Gama, Cabezón de la Sal, Corrales de Buelna, San Vicente de Toranzo, Solares, Potes, Ramales, Reinosa, Santander, San Vicente de la Barquera, Torrelavega, Villacarriedo.

### Comarcas turísticas

Mapa de las zonas turísticas de Cantabria.

De acuerdo con el criterio de la Consejería de Cultura, Turismo y Deporte de Cantabria existe otra clasificación que distingue nueve comarcas: Liébana, Saja-Nansa, Costa central, Besaya, Campoo, Santander, Pas-Pisueña-Miera, Trasmiera y Asón-Agüera.

### Comarcas rurales

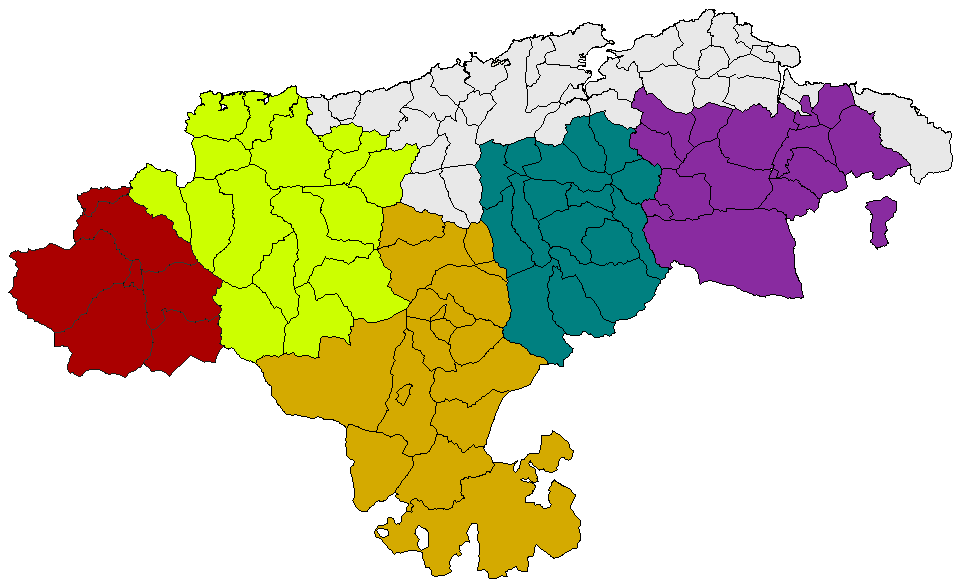
Mapa de la Red Cántabra de Desarrollo Rural.

La Red Cántabra de Desarrollo Rural, asociación creada por parte de los Grupos de Acción Local cántabros, divide el territorio en cinco comarcas en las que se ocupa de la ejecución y desarrollo de políticas públicas. Dado que es una visión del medio rural, existe también una zona excluida. Las comarcas en cuestión son, de occidente a oriente: Liébana, Saja-Nansa, Campoo-Los Valles, Pas-Pisueña-Miera y Asón-Agüera-Trasmiera

### Comarcas naturales
En relación con los rasgos físicos del medio natural Cantabria se dividen en diez comarcas que atienden a las diferentes franjas bastante definitorias en que se fracciona el territorio de la comunidad.
Franja costera:
- La Marina.

Franja intermedia (valles cantábricos perpendiculares a la costa):
- Liébana.
- Valle del Nansa.
- Valle del Saja.
- Valle del Besaya.
- Valle del Pas-Pisueña.
- Valle del Miera.
- Valle del Asón-Gándara.
- Valle de Soba.

Franja meridional (cuencas del río Ebro y del Duero, lo que formaría Campoo-Los Valles):
- Campoo.
- Los Valles del Sur (Valderredible, Valdeolea y Valdeprado).